# Homer Goes to Prep School
Homer Goes to Prep School, titulado Homero ya está preparado en Hispanoamérica y Homer va a la escuela preparacionista en España, es el noveno episodio de la vigesimocuarta temporada de la serie de animación Los Simpson. Se emitió el 6 de enero de 2013 en Estados Unidos por FOX.

## Sinopsis
Homer se une a los “preppers” de Springfield, un grupo supervivencialista cuyo líder se construyó un refugio ultrasecreto en las afueras de la ciudad, para prepararse para el fin del mundo… pero Marge comienza a sospechar de las conductas alarmistas del grupo.

## Recepción

### Valoraciones
El episodio recibió una calificación de 4.2 en el 18-49 demográficos y fue visto por un total de 8,97 millones de espectadores lo que es el programa más visto en "Animation Domination".
- Datos: Q2370503